# Mistrzostwa Świata FIBT 1992
Mistrzostwa Świata FIBT 1992 odbywały się w dniach 15–16 lutego 1992 r. w kanadyjskiej miejscowości Calgary, gdzie rozegrano tylko konkurencję skeletonu. W konkurencjach bobslejowych mistrzostw świata nie rozgrywano z uwagi na zimowe igrzyska olimpijskie.

## Skeleton
- Data: 15 – 16 lutego 1992 Calgary

### Mężczyźni
| Miejsce | Sportowiec     | Narodowość    | Czas    |
| ------- | -------------- | ------------- | ------- |
| 1       | Bruce Sandford | Nowa Zelandia | 3:50.06 |
| 2       | Gregor Stähli  | Szwajcaria    | 3:51.46 |
| 3       | Christian Auer | Austria       | 3:52.22 |
| 4       | Andi Schmid    | Austria       | 3:52.92 |
| 5       | Franz Plangger | Austria       | 3:53.91 |
| 6       | Alex Müller    | Austria       | 3:55.77 |
| 7       | Urs Vescoli    | Szwajcaria    | 3:56.34 |
| 8       | Fred Markl     | Niemcy        | 3:56.55 |
| 9       | Gary Williams  | Kanada        | 3:56.63 |
| 10      | Thomas Platzer | Niemcy        | 3:56.65 |

### Tabela medalowa
| Miejsce | Państwo       |   |   |   | Razem |
| ------- | ------------- | - | - | - | ----- |
| 1.      | Nowa Zelandia | 1 | 0 | 0 | 1     |
| 2.      | Szwajcaria    | 0 | 1 | 0 | 1     |
| 3.      | Austria       | 0 | 0 | 1 | 1     |